# Takashi Kogure
Takashi Kogure, född den 1 augusti 1980, är en japansk racerförare.

## Racingkarriär
Kogure tävlade med formelbilar för första gången 2001, då han blev elva i det japanska F3-mästerskapet. 2002 vann Kogure titeln, vilket gav en körning i formel Nippon, där han 2003 blev tia under sin debutsäsong. Han tog sin första seger i serien i premiären av 2004 års säsong på Suzuka. Det året blev Kogure sjua totalt. 2005 blev Kogure femma, vilket var hans bästa totalplacering dittills, med tre pallplatser. Efter en mindre lyckad säsong 2006 kom Kogure tillbaka 2007 och blev efter tre segrar trea i serien. Han fick som belöning testa en Honda F1-bil under vintern 2008 på Valencia. År 2008 blev Kogure femma i serien.